# میرزا عباس
میرزا عباس (۱۲۴۳/؟) پسر دوم عباس میرزا ملک‌آرا عباس میرزا ملک آرا او بعداً در تبریز ساکن شد و از حکومت و سیاست دوری کرد. او یه فرزند پسر و یک دختر داشت. پسر بزرگ او میرزا محمد نام داشت. همسر میرزا عباس نتیجه اسماعیل میرزا فرزند نادر میرزا بود. 
1. ↑  اطلاعات از نوادگان او